# Asociación Suiza para el Sufragio Femenino
La Asociación Suiza para el Sufragio Femenino (ASSF) fue una organización suiza que defendió el derecho del voto a las mujeres en Suiza. Fue fundada en 1909, y en 1971 se convirtió en la Asociación para los Derechos de la Mujer (ADF). En el grupo fundador se encuentran Pauline Chaponnière-Chaix, Camille Vidart y Auguste de Morsier que fue su primer presidente (1909-1912).

## Historia

### Antecedentes
En la primera mitad del siglo XIX muchas mujeres exigen más igualdad en sus derechos civiles que en los derechos políticos por razones tácticas. Cuando se revisó la constitución cantonal en 1868, las habitantes de Zúrich fueron los primeras en reclamar el derecho al voto y a postularse como candidatas. Muchas mujeres siguiendo especialmente el consejo del jurista Carl Hilty especializado en derecho público empezaron reclamando derechos en asuntos religiosos, educativos y sociales, considerando que el sufragio femenino llegaría de "manera natural" más tarde.   
En 1893, la Unión Suiza de Trabajadoras exigió el sufragio femenino. Inspiradas por el movimiento sufragista internacional en 1905 se crearon asociaciones en las principales ciudades suizas. En 1909, las asociaciones por el derecho al voto se reagruparon en la Asociación Suiza para el sufragio femenino.

### Trayectoria
La ASSF siguió la directriz propuesta por los abogados, y en su actividad pública se refiere a la igualdad económica, social y legal tanto como a la igualdad política y el derecho al voto. Las mujeres de la ASSF a menudo son asalariadas, educadas en la universidad, pertenecientes a la burguesía protestante, algunas militantes políticas.
En 1904, el Partido Socialista Suizo votó a favor del sufragio femenino convirtiéndose en el primer partido en expresarse en este sentido.
En 1929, la ASSF planteó una petición que fue firmada por 249,237 personas (78,840 hombres, 170,397 mujeres) y la presentó a nivel federal. El gobierno no tomó medidas.
En 1938, Marcelle Bard, quien fue la primera pastora en Suiza, dirigió un culto protestante durante la asamblea de la Asociación Suiza para el Sufragio Femenino.
Los archivos de la sección de Neuchâtel de la asociación suiza para el sufragio femenino están guardados en los Archivos Estatales de Neuchâtel . Este fondo contiene los estatutos de la asociación, informes sobre las reuniones de la alianza nacional de sociedades suizas de mujeres, actas de la asociación cantonal Neuchâtel para el sufragio femenino; correspondencia, informes de gestión, textos de conferencias; una obra sobre los derechos de las mujeres y el sufragio femenino; material impreso como recortes de prensa, carteles. Este fondo también contiene más datos personales que pertenecieron a Clara Waldvogel y Emma Porret  . 

## Obtención del derecho al voto
Los primeros cantones autorizaron el sufragio femenino en 1959.
En marzo de 1969, después de la firma del Convenio Europeo de Derechos Humanos sin dar libertad política a las mujeres, la ASSF organizó una marcha en Berna . El Consejo Federal preparó un proyecto de ley sobre la introducción del sufragio femenino, presentado a un referéndum en febrero de 1971. El sufragio femenino fue adoptado en toda la confederación en 1971.
En el mismo año, la ASSF se convirtió en la Asociación por los Derechos de la Mujer . 